# Richard West (musicista)
Richard West (Londra, 27 novembre 1967) è un tastierista, compositore e produttore discografico britannico.
È conosciuto soprattutto per la sua militanza nel gruppo progressive metal Threshold. È anche membro fondatore del gruppo progressive rock League of Lights.
In passato è stato membro della band Mercy Train, ed ha lavorato come produttore e ingegnere del suono per numerosi gruppi, tra cui DragonForce e Power Quest.

## Discografia

### Threshold
- Wounded Land (1993)
- Psychedelicatessen (1994)
- Livedelica (1995)
- Extinct Instinct (1997)
- Clone (1998)
- Decadent (1999)
- Hypothetical (2001)
- Concert in Paris (2002)
- Critical Mass (2002)
- Wireless: Acoustic Sessions (2003)
- Critical Energy (2003)
- Subsurface (2004)
- Replica (2004)
- Surface to Stage (2006)
- Dead Reckoning (2007)
- The Ravages of Time: The Best of Threshold (2007)
- Paradox: The Singles Collection (2009)

### Mercy Train
- Presence (1993)

### League of Lights
- League of Lights (2011)